# Caso Saltillo
El caso Saltillo (en portugués: O Caso Saltilho) fue una serie de controversias en torno a la selección de fútbol de Portugal durante su participación en el Mundial de fútbol de 1986 en México. El caso lleva el nombre de la ciudad de Saltillo, en el estado mexicano de Coahuila, en la que la selección tenía su sede central para la competencia, y también el lugar donde ocurrieron la mayoría de los eventos descritos.
El equipo no había competido en una fase final de la Copa del Mundo desde el Mundial de 1966 veinte años antes, donde había alcanzado un tercer lugar sin precedentes. Después de una calificación complicada, la campaña de 1986 no comenzó bien con la sospecha de dopaje en uno de los jugadores que habían sido seleccionados para el torneo. Aunque más tarde se demostró que esa prueba era incorrecta, esa fue la primera de muchas controversias en afectar a la selección en las siguientes semanas, que incluyó amenazas de huelga de los jugadores, el anuncio de una serie de demandas a la Federación e informes de comportamiento inapropiado en la sede de la selección. Fue uno de los mayores escándalos que involucraron a la selección portuguesa.

## Antecedentes
Habiendo alcanzado el tercer lugar en la Copa Mundial de 1966, pasaron varios años antes de que Portugal se clasificara nuevamente para una importante competencia de fútbol. Esto sucedió cuando llegaron a la Eurocopa de 1984, donde avanzaron a las semifinales, siendo derrotados en tiempo extra por los anfitriones y eventuales campeones, Francia.
Aunque no realizó una brillante campaña de clasificación para la Copa Mundial de México, Portugal se clasificó un punto por delante de Suecia gracias a una victoria en el último partido contra Alemania Occidental (líderes del grupo, ya clasificados) en Stuttgart. Al llamarlos Os Infantes (los infantes), los portugueses tenían grandes esperanzas para su equipo nacional.

## Antes del mundial
Una de las cuestiones clave abordadas inicialmente fue cómo lidiar con la altitud. Si bien sólo uno de los tres partidos de la fase de grupos se jugó en altitud, dos juegos en Monterrey (537 m s. n. m.) y uno en Guadalajara (1600 m s. n. m.), se argumentó que el equipo también debería prepararse para los juegos en la Ciudad de México (2238 m s. n. m.), y así se decidió que la sede debería estar en Saltillo, vecina de la selección de Inglaterra. 
Con problemas para marcar goles durante los partidos de preparación, el entrenador José Augusto Torres quería convocar a Rui Jordão, uno de los jugadores clave dos años antes en Francia, que no había jugado toda la temporada debido a una pelea con su entrenador. Por otro lado, Manuel Fernandes, quien hizo una de sus mejores temporadas, anotando 30 goles, no fue una opción viable para Torres, para consternación de los fanáticos del Sporting de Lisboa. La selección finalmente se anunció el 19 de abril. Entre los convocados estuvieron el portero Bento, el defensor Veloso y el mediocampista Carlos Manuel (del Benfica), así como los delanteros Fernando Gomes y Paulo Futre (del Porto).
Horas antes de salir de Portugal el 10 de mayo, Veloso dio positivo por Primobolan, un esteroide anabólico. Esto condujo a tensiones iniciales entre los jugadores, la FPF y el Benfica, el club de Veloso. Entre los reclamos de inocencia y las acusaciones de cuidado inadecuado de los jugadores, Torres despertó a Fernando Bandeirinha en la madrugada e hizo que viniera al aeropuerto para unirse al equipo como sustituto de última hora. La contraprueba demostró días después que Veloso sí estaba limpio, pero ya era tarde para revertir la decisión.
Después de una decisión cuestionable sobre el viaje aéreo a México (se decidió que en lugar de volar directamente a la Ciudad de México, el equipo debería pasar antes por Frankfurt y Dallas), al llegar estaba claro que la organización portuguesa se preocupaba demasiado por el entrenamiento en altitud, descuidando otros aspectos. El hotel, aunque adecuado, no tenía medidas de seguridad, lo que significaba que a menudo estaba lleno de reporteros nacionales y extranjeros. El campo de entrenamiento estaba inclinado y mal tratado y equipos locales de aficionados fueron invitados a los partidos de preparación.
Presentada como una ciudad pacífica, Saltillo demostró ser todo lo contrario. Como la ciudad estaba cerca de Laredo, Texas, Estados Unidos, muchos jugadores querían usar sus días libres para comprar allí. Un delegado de la organización local (nieto de un político, conocido por ser un estafador de poca monta) ofreció ir allí y comprar artículos para los portugueses, pero después de ayudarse con el dinero, nunca regresó. 
Un juego que se organizó contra un equipo compuesto por trabajadores locales (presentado como un "buen desafío" por las autoridades mexicanas) terminó en una exhibición cómica donde Diamantino incluso realizó una entrevista durante el partido mientras jugaba. Chile estaba dispuesto a jugar contra los portugueses, pero los delegados de la federación portuguesa no pagaron la tarifa que pidieron. Los rumores de que los jugadores estaban "saltando la valla" (es decir, practicando el adulterio) estallaron en Portugal, lo que llevó a sus esposas a inundar las líneas telefónicas para aclarar el tema. Para entonces, la autoridad de Amândio de Carvalho, vicepresidente de la Federación Portuguesa de Fútbol, fue socavada, y el presidente Silva Resende se negó a abandonar la Ciudad de México.
Si bien los primeros días aumentaron la tensión entre los elementos del equipo nacional, lo peor aún estaba por llegar. Los jugadores primero amenazaron con ir a huelga a menos que se aumentaran los premios, comenzando una guerra de comunicados de prensa entre ellos y la federación. El 25 de mayo, los jugadores arrojaron la bomba y se negaron a jugar en un partido de preparación y otros partidos a menos que la situación fuera tratada. La protesta fracasó, ya que en Portugal nadie apoyó a los jugadores (prensa, fanáticos y directores de clubes incluidos) y la prensa internacional calificó el incidente como "ridículo", pero aun así se puso del lado de los jugadores debido a las situaciones descritas por los jugadores, incluyendo ser forzados a anunciar ciertos productos (Adidas y una marca local de cerveza) sin recibir ningún pago.

## Durante el mundial
Después de retirar algunas demandas (y trabajar con otras, como usar su equipo de entrenamiento al revés para que no mostraran ninguna marca), Portugal jugó su primer partido contra Inglaterra, superando las probabilidades y ganando el juego con un solo gol de Carlos Manuel, el Héroe de Stuttgart (se dice que era el jefe de los jugadores que protestaban), que aparentemente abrió el camino a la etapa de eliminación directa.
Futre, que se esperaba que fuera la revelación de la Copa del Mundo, no jugó debido a que Torres quería mantener un equilibrio entre los clubes en el once inicial (Futre jugó junto con Fernando Gomes en el Porto) y lo llamó el "arma secreta". Días después, Bento se rompió una pierna durante la práctica jugando como delantero, lo que terminó su carrera con el equipo nacional. Fue reemplazado por Damas, uno de los mejores porteros de la historia portuguesa, pero no estaba preparado y cayó en depresión. La tan celebrada victoria fue seguida por una derrota contra Polonia.
Esto dejó la decisión al último partido contra Marruecos, sabiendo que un empate clasificaría a ambos equipos, pero el juego terminó con una humillante derrota por 3-1. Cuando el equipo portugués, último en su grupo, regresó a casa, la prensa ya estaba destrozando toda la institución del fútbol portugués, desde la gerencia hasta los jugadores.

## Consecuencias
José Torres renunció y fue reemplazado por Ruy Seabra para la campaña de la Eurocopa de 1988, mientras elimina a varios jugadores del equipo nacional: Diamantino, Jaime Pacheco, João Pinto, Sobrinho, Fernando Gomes, Paulo Futre y Carlos Manuel. Este "equipo de cambio" no duró mucho, ya que después de un empate comprometedor en casa contra Malta (que Seabra consideró una "buena exhibición para quienes gustan del fútbol") aproximadamente un año después, Seabra fue despedido y reemplazado por Juca Pereira, que llamó progresivamente a algunos de los jugadores suspendidos. Sin embargo, el daño ya estaba hecho y Portugal no volvería a clasificarse para una competencia internacional hasta la Eurocopa de 1996.
La experiencia de Portugal en su siguiente participación en mundiales en 2002 fue parecida a la experiencia de 1986 y además tuvo el mismo resultado: Portugal no pudo superar la primera ronda. Desde 1986, la palabra Saltillo se ha convertido en sinónimo de mala gestión en los niveles más altos del fútbol portugués.